# 葉光富
葉 光富（よう こうふ、1980年9月 - ）は、中華人民共和国の軍人（上校）、中国国家航天局の宇宙飛行士。

## 経歴
1980年9月 - 四川省成都市で生まれる。
2010年 - 中国人民解放軍空軍の現役パイロットに選ばれる。
2013年10月16日に宇宙船神舟13号の搭乗員として打ち上げられ、天和コアモジュールに約半年間滞在した後、2014年4月16日に帰還した。
2016年6月 - イタリアで洞窟訓練に参加した。
2024年4月25日、神舟18号に船長として搭乗し、天和コアモジュールで約半年の宇宙滞在を経た後、11月4日に帰還した。